# 中島尚正
中島 尚正（なかじま なおまさ、1941年3月9日 - ）は、日本の工学者（工学博士）。東京大学名誉教授。専門は機械工学。

## 人物
東京都調布市出身。東京都立西高等学校（11期）、東京大学工学部卒。東京大学大学院工学系研究科機械工学専攻博士課程修了。1969年博士論文「針金束で構成した金型・母型電極の研究 -非切削数値制御加工の一研究-」を提出し工学博士の学位を取得。2001年に東京大学工学部名誉教授の称号を得る。
東京大学工学部講師（1969年）、東京大学工学部助教授（1970年～1983年）、東京大学工学部教授（1983年～2001年）、東京大学人工物工学研究センター長（初代センター長、1992年）、東京大学大学院工学系研究科長 兼 工学部長（1998年）、OECD科学技術政策委員会副議長（1999年）、東京大学運動会理事長（2000年）を経て2001年3月で東京大学を定年退職。2001年4月に放送大学教養学部教授に就任、放送大学副学長（2004年）、2005年に放送大学を退職し、産業技術総合研究所理事（2005年）、日本学術会議会員（20期）、東京芸術大学幹事（非常勤、2006年～）、海陽中等教育学校校長（2009年4月～2020年3月）、核融合フォーラム議長（2010年4月～）。

## 著作
単著
- 機械設計 --基本原理からマイクロマシンまで--（東京大学出版会、1993年）
- 工学は何をめざすのか --東京大学工学部が考える--（東京大学出版会、2000年）
- 人工物の構造と特性（岩波書店、2005年）

分担執筆
- 機械設計学（朝倉書店、1998年）
- LIGAプロセス（日刊工業新聞社、1998年）
- 現代工学の基礎2 --材料特性と材料選択<<<材料系III>>>・デザイン論<<<技術関連系VI>>>--（岩波書店、2000年）
- 現代工学の基礎6 --インタラクションの理解とデザイン<<<情報系7>>>・高分子材料<<<材料系6>>>--（岩波書店、2000年）
- 現代工学の基礎8 --センシングの基礎<<<情報系III>>>・金属材料<<<金属系IV>>>--（岩波書店、2001年）
- 中小企業の挑戦 --グローバル化・ハイテク化・高齢化時代のもの作り（放送大学教育振興会、2003年）
- 若者の科学離れを考える（放送大学教育振興会、2004年）

翻訳
- CAD CAM入門 C・B・ベサント著（啓学出版、1987年）